# 矩州
矩州，唐朝时设置的州。
武德四年（621年）置，治所在今贵州省贵阳市。辖境相当今贵州省贵阳市及清镇、龙里、修文等市县部分地区。下辖平蛮县（今贵州省贵定县）、韶明县（今贵州省福泉市牛场镇）、东陵县（今贵州省福泉市城厢镇）、东停县（今贵州省黄平县新洲镇）。1126年后废弃。
矩州刺史
- 谢法成（663年—669年）[1]